# Iago ab Idwal ap Meurig
|  | Per al rei de Gwynedd, vegeu «Iago ab Idwal Foel». |

Iago ab Idwal (o Iago ab Idwal ap Meurig) va ser un rei de Gwynedd i de Powys que visqué al segle xi i morí l'any 1039.
En la mort de Llywelyn ap Seisyll el 1023, el regne de Gwynedd tornà a l'antiga dinastia amb Iago, que era rebesnet d'Idwal Foel.
No se sap gaire cosa del regnat de Iago. Fou mort pels seus propis homes i reemplaçat pel fill de Seisyll, Gruffydd ap Llywelyn. El net de Iago, Gruffydd ap Cynan, recuperà posteriorment el tron de Gwynedd. Donat que el seu pare, Cynan ap Iago, era poc conegut al país, Gruffydd fou usualment anomenat "nét de Iago" en comptes del més habitual "fill de Cynan".